# Чон Чон Ха
Чон Чон Ха (28 лютого 1973) — південнокорейський хокеїст на траві.
Срібний призер Олімпійських Ігор 2000 року, учасник 1996, 2004 років.
Переможець Азійських ігор 1994, 2002 років.
Чемпіон Азії 1999 року.